# Solanum erythracanthum
Solanum erythracanthum är en potatisväxtart som beskrevs av Michel Félix Dunal. Solanum erythracanthum ingår i släktet skattor som ingår i familjen potatisväxter. Inga underarter finns listade i Catalogue of Life.